# هایک گوورگیان
هایک گوورگیان (Հայկ Գևորգյան؛ ) یک سیاستمدار اهل ارمنستان است که از تاریخ ۱۹۹۸ تا تاریخ ۱۹۹۹ در دولت آرمن داربینیان سمت وزیر صنعت و تجارت ارمنستان را برعهده داشت.